# Цигмандру
Цигмандру (рум. Țigmandru) — село у повіті Муреш в Румунії. Входить до складу комуни Надеш.
Село розташоване на відстані 238 км на північний захід від Бухареста, 24 км на південний схід від Тиргу-Муреша, 97 км на південний схід від Клуж-Напоки, 104 км на північний захід від Брашова.

## Населення
За даними перепису населення 2002 року у селі проживала 931 особа.
Національний склад населення села:
| Національність | Кількість осіб | Відсоток |
| -------------- | -------------- | -------- |
| румуни         | 616            | 66,2%    |
| угорці         | 201            | 21,6%    |
| цигани         | 99             | 10,6%    |
| німці          | 15             | 1,6%     |

Рідною мовою назвали:
| Мова      | Кількість осіб | Відсоток |
| --------- | -------------- | -------- |
| румунська | 677            | 72,7%    |
| угорська  | 213            | 22,9%    |
| циганська | 29             | 3,1%     |
| німецька  | 12             | 1,3%     |